# Markus Tegginger

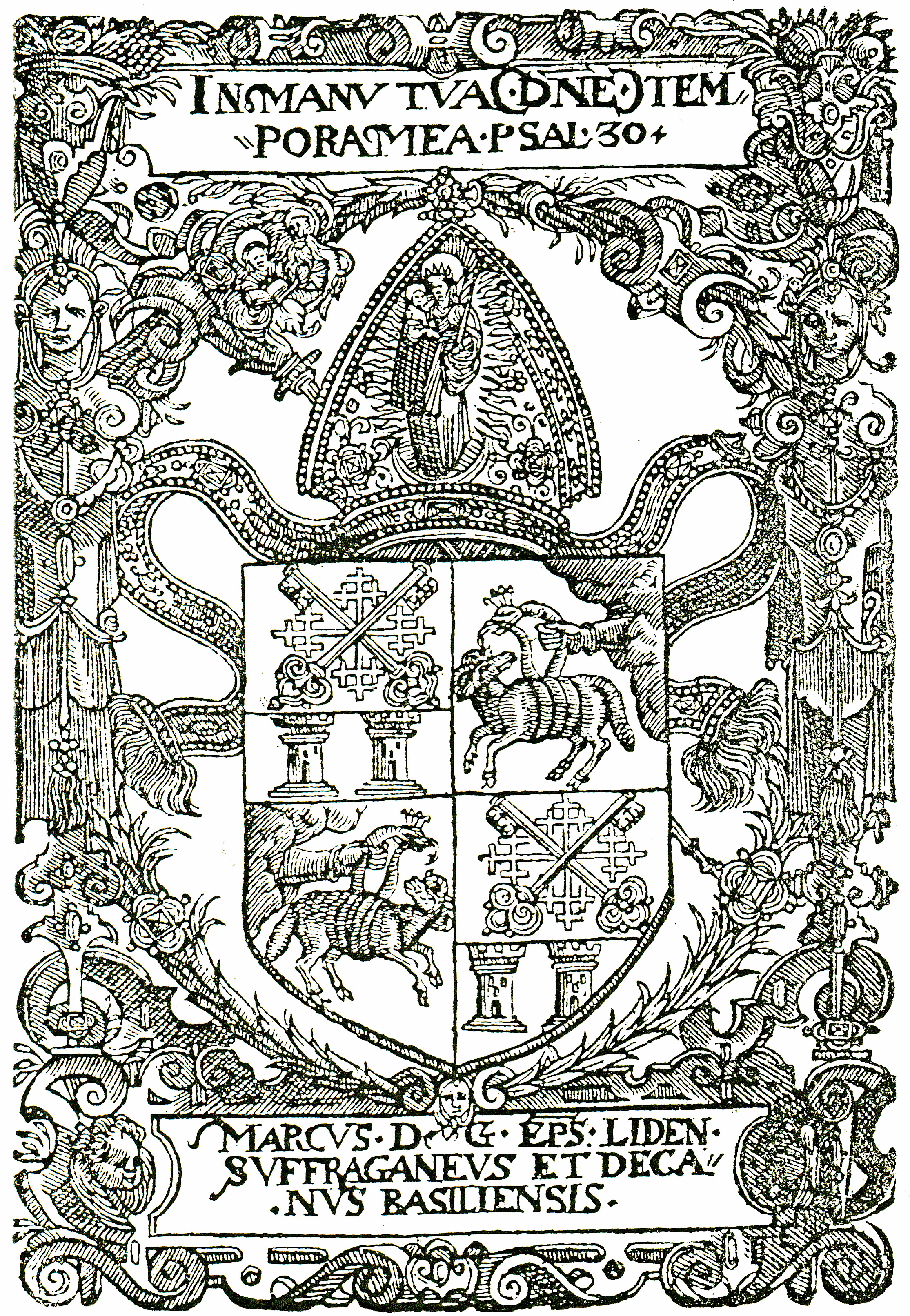
Ex libris von Markus Tegginger

Markus Tegginger, auch Tettinger (* 1540 in Radolfzell; † 20. Februar 1600) war ein deutscher katholischer Geistlicher und Hochschullehrer.
Tegginger studierte ab 20. Juni 1553 an der Universität Freiburg im Breisgau. In seiner Studienzeit war er Stipendiat einer Stiftung des Domkapitulars und Professors Ludwig Ber. 1556 erhielt er den Magistergrad der Artistenfakultät (deren Lehrbetrieb dem heutigen Studium generale vergleichbar war) und studierte daraufhin Theologie. 1559 wurde er Dozent der theologischen Fakultät, um 1561 wurde er zum Priester geweiht. Bis 1565 war er Vikar der zur Freiburger Universität gehörigen Universitätspfarrei in Ehingen, studierte dann an der Universität Bologna und schloss seine Studien dort am 3. November 1568 mit der Promotion zum Doktor der Theologie ab.
1567 wurde von Melchior von Lichtenfels zum Weihbischof des Bistums Basel. Im Jahr darauf wurde ihm der Titel des Bischofs von Lydda zuerkannt. 1592 wurde er Mitglied des Basler Domkapitels. Von 1573 bis 1581 war er außerdem ordentlicher Professor für Theologie an der Universität Freiburg. Dort bekleidete er mehrere Ämter innerhalb der theologischen Fakultät, und von 30. April bis 31. Oktober 1576 war er Rektor der Universität.
Ab 1581 widmete sich Tegginger der Gegenreformation im Bistum Basel. Ab 1568 besuchte er die gesamte Diözese. Aus gesundheitlichen Gründen legte er sein Amt als Weihbischof 1599 nieder.
Tegginger stiftete in einem nicht unterschriebenen und nicht datierten Testament Geld für eine Studienstiftung, die jeweils sechs Studenten durch Stipendien das Universitätsstudium ermöglichen sollte. Bevorzugte Kandidaten waren Teggingers Verwandte und Söhne seiner Heimatstadt Radolfzell. Voraussetzung für die Gewährung sollte der Besuch des Jesuitenkollegs in Pruntrut, dem weltlichen Sitz des exilierten Fürstbistums Basel, sein. Die Stiftung Tegginger wurde am 28. Februar 1605 durch die Testamentsvollstrecker errichtet. Bis zur Währungsreform 1948 wurden aus Stiftungsgeldern Stipendien zum Studium an der Universität Freiburg vergeben.
Die 1899 eröffnete Teggingerschule in Radolfzell trägt seinen Namen.